# Трилогія Оушена
«Трилогія О́ушена» (англ. Ocean’s Trilogy) — американська трилогія режисера Стівена Содерберга у жанрі фільм-пограбування, де у всіх частинах головні ролі виконали Джордж Клуні, Бред Пітт, Метт Деймон, Енді Гарсія, Берні Мак та інші. У серію увійшли фільми «Одинадцять друзів Оушена» (2001, який є римейком однойменного фільму 1960 року), «Дванадцять друзів Оушена» (2004) і «Тринадцять друзів Оушена» (2007).
У 2018 році вийшов спін-оф трилогії  — «Вісім подруг Оушена».

## Сюжет
Трилогія розказує про пригоди Денні Оушена (Джордж Клуні) та його друзів.

## У ролях
| Актор          | Персонаж                    | Появи   |
| -------------- | --------------------------- | ------- |
| Джордж Клуні   | Деніель «Денні» Оушен       | 1, 2, 3 |
| Бред Пітт      | Роберт Чарльз «Расті» Райан | 1, 2, 3 |
| Метт Деймон    | Лінус Колдвелл              | 1, 2, 3 |
| Берні Мак      | Френк Кеттон                | 1, 2, 3 |
| Дон Чідл       | Бешер Тарр                  | 1, 2, 3 |
| Елліотт Ґулд   | Рубен Тішкофф               | 1, 2, 3 |
| Кейсі Аффлек   | Вірджил Маллой              | 1, 2, 3 |
| Скотт Каан     | Терк Маллой                 | 1, 2, 3 |
| Карл Райнер    | Соул Блум                   | 1, 2, 3 |
| Едді Джеймісон | Лівінгстон Делл             | 1, 2, 3 |
| Цинь Шаобо     | «Дивовижний» Єн             | 1, 2, 3 |
| Енди Гарсіа    | Террі Бенедикт              | 1, 2, 3 |
| Джулія Робертс | Тесс Оушен                  | 1, 2    |
| Венсан Кассель | Франсуа Тулур               | 2, 3    |
| Едді Іззард    | Роман Нагель                | 2, 3    |

## Статистика
| Фільм                      | Дата релізу    | Бюджет        | Касові збори  | Касові збори  | Касові збори    | IMDb         |
| Фільм                      | Дата релізу    | Бюджет        | США           | Инші країни   | Загалом         | IMDb         |
| -------------------------- | -------------- | ------------- | ------------- | ------------- | --------------- | ------------ |
| «Одинадцять друзів Оушена» | 7 грудня 2001  | 85 000 000 $  | 183 417 150 $ | 267 300 000 $ | 450 717 150 $   | 7.8/10 зірок |
| «Дванадцять друзів Оушена» | 10 грудня 2004 | 110 000 000 $ | 125 544 280 $ | 237 200 000 $ | 362 744 280 $   | 6.5/10 зірок |
| «Тринадцять друзів Оушена» | 8 червня 2007  | 85 000 000 $  | 117 154 724 $ | 194 157 900 $ | 311 312 624 $   | 6.9/10 зірок |
| «Вісім подруг Оушена»      | 8 червня 2018  | 70 000 000 $  | 140 218 711 $ | 157 500 000 $ | 297 718 711 $   | 6.4/10 зірок |
| Загалом                    | Загалом        | 350 000 000 $ | 567 175 814 $ | 856 157 900 $ | 1 423 333 714 $ |              |